# Burolo
Burolo (piemontesisch Burel oder Bureul) ist eine Gemeinde in der italienischen Metropolitanstadt Turin (TO), Region Piemont.

## Lage und Einwohner
Burolo liegt knapp 60 km nördlich von Turin und hat 1116 Einwohner (Stand 31. Dezember 2023). Das Gemeindegebiet umfasst eine Fläche von 5,48 km².
Die Nachbargemeinden sind Chiaverano, Torrazzo, Bollengo, Ivrea und Cascinette d’Ivrea. 

## Weblinks

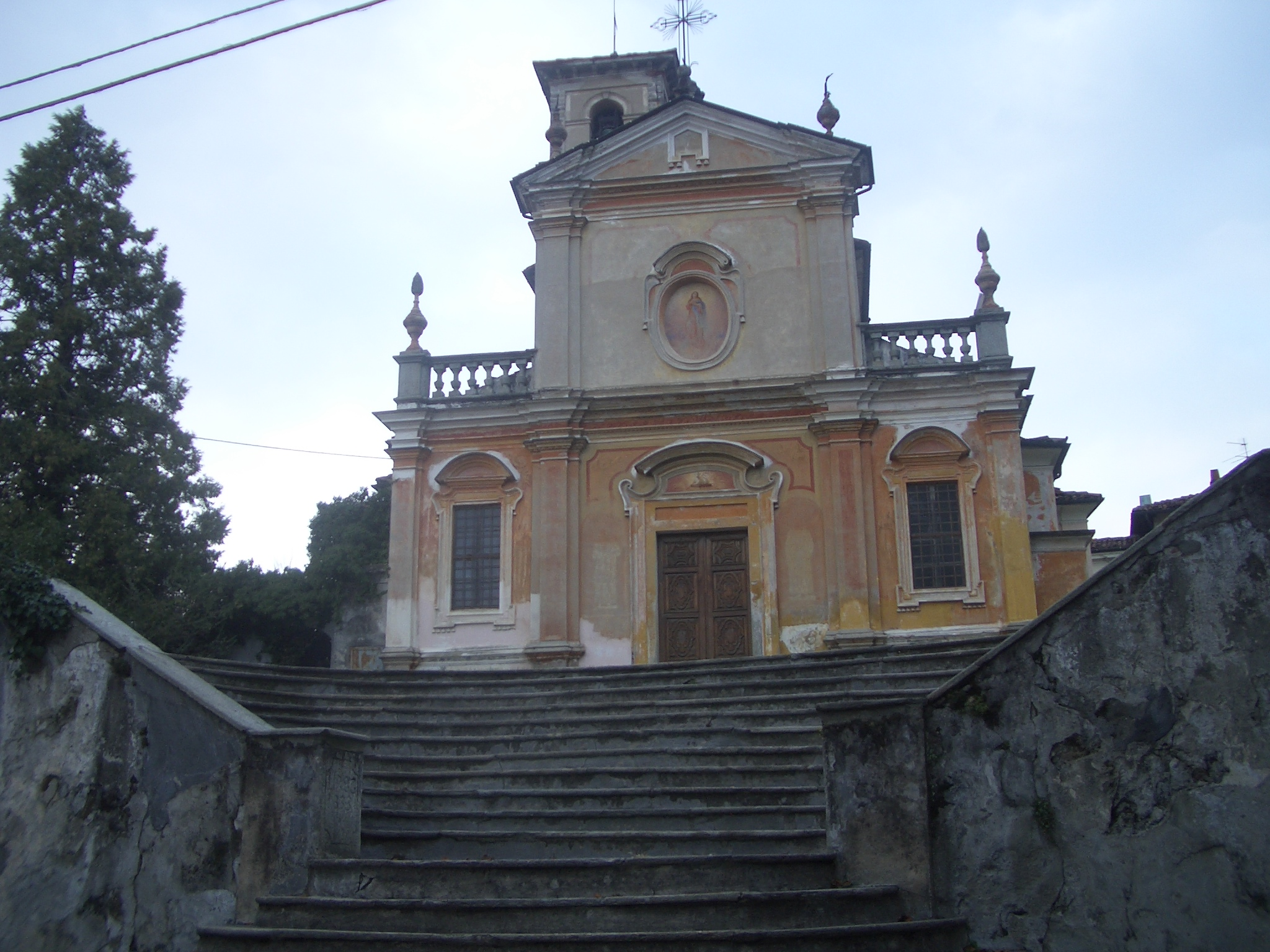
Die Pfarrkirche von Burolo